# Live at the O2 London, England
Live at the O2 London, England – pierwsze DVD amerykańskiego zespołu rockowego Kings of Leon, wydane 10 listopada 2009. DVD jest nagraniem koncertu zespołu na O2 Arena w Londynie zagranym 30 czerwca 2009 roku. Wydawnictwo uzyskało status sześciokrotnej platynowej płyty w Australii oraz złotej płyty w Stanach Zjednoczonych.

## Lista utworów
Sporządzono na podstawie materiału źródłowego.
1. "Notion"
2. "Be Somebody"
3. "Taper Jean Girl"
4. "My Party"
5. "Molly’s Chambers"
6. "Red Morning Light"
7. "Fans"
8. "California Waiting"
9. "Milk"
10. "Closer"
11. "Crawl"
12. "Four Kicks"
13. "Charmer"
14. "Sex on Fire"
15. "The Bucket"
16. "On Call"
17. "Cold Desert"
18. "Use Somebody"
19. "Slow Night, So Long"
20. "Knocked Up"
21. "Manhattan"
22. "Black Thumbnail"